# Bindalstromma

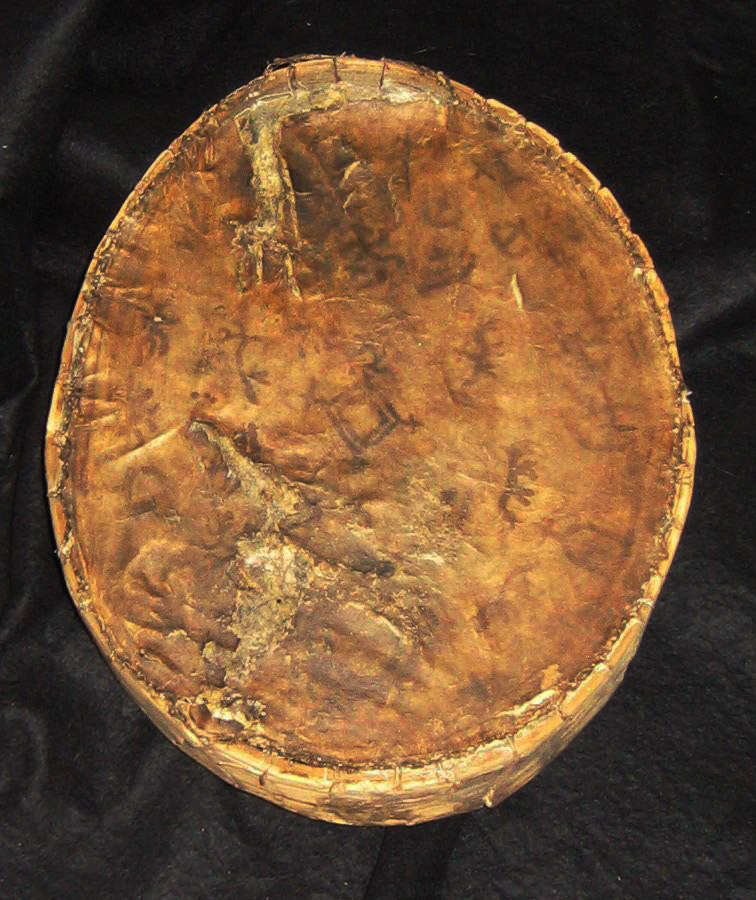
Bindalstromma

Bindalstromma är en samisk trumma (sydsamiska: gievrie) från Helgeland i det sydsamiska området i Norge. Den är en av de bäst dokumenterade samiska trummorna. Dess första ägare, Nils Jonsen Vesterfjell ("Njaarke-Næjla", 1795–1869), är känd, och brorsonen Lars Olsen har berättat om trummans användning. Trummans sista ägare, Nils Nilsen Vesterfjell, har beskrivit motiven på trumskinnet. Trumman överlämnades 2022 av norska staten till samerna i form av Saemien Sijte inom Bååstedeprojektet.
Den samiska trumman är ett centralt redskap i samisk religion. Den används av nåjden för att sätta sig i trans och för att hämta kunskap om framtiden eller om ting som sker på andra ställen. Lars Olsen beskrev 1885 hur trumman användes för att spå om förmånliga val av vinterbetesområden och till att förutse lycka i äktenskap. Nils Nilsen Vesterfjell berättade 1925 om motiven på trumman, vilka avspeglar en blandning av en verklig och en religiös världsbild. Figurerna representerar renar, betesområden, fiskevatten och rovdjur, men också gudar, en djävulsgestalt och ganflugor.

## Proveniens

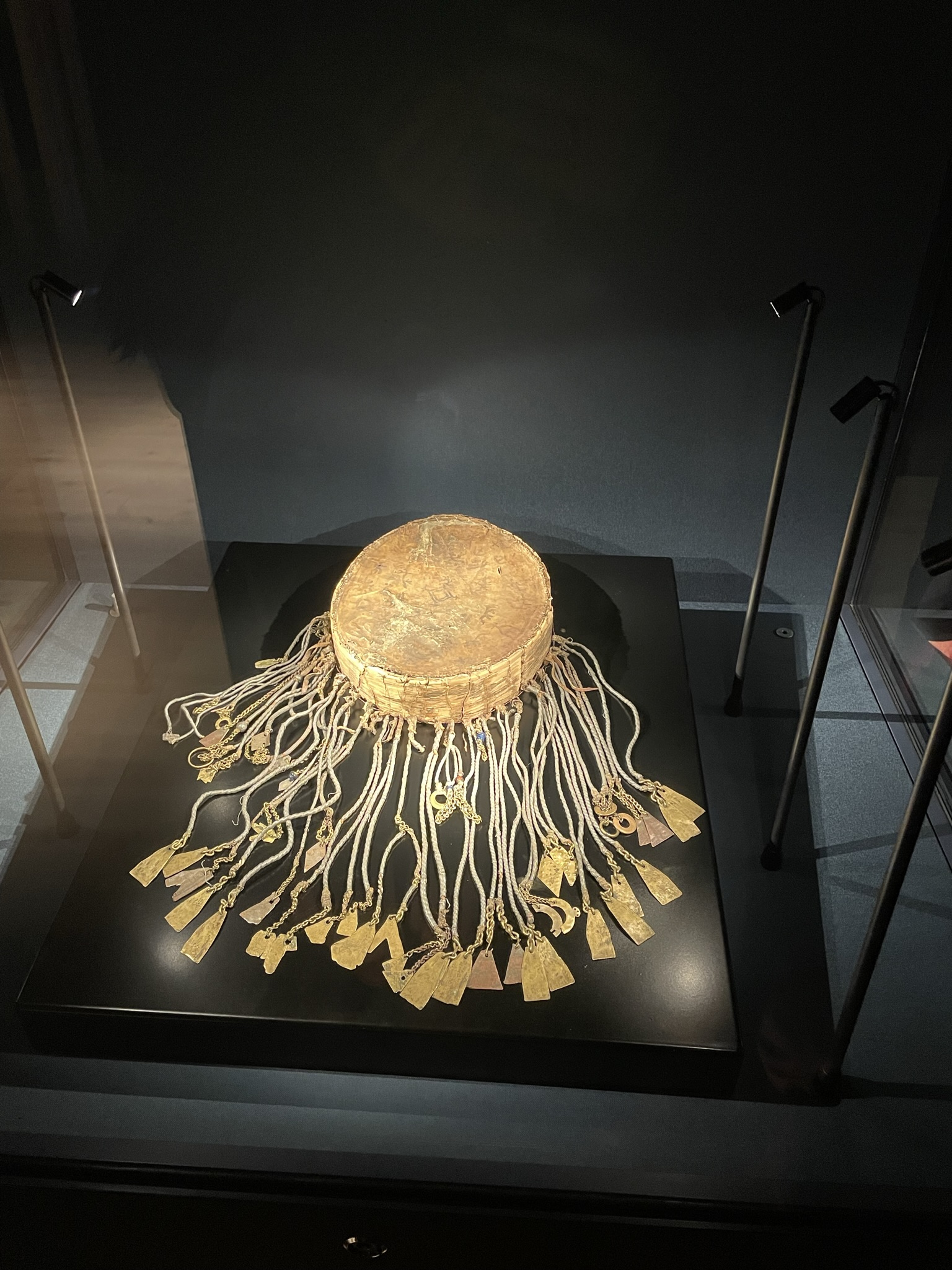
Bindalstromma

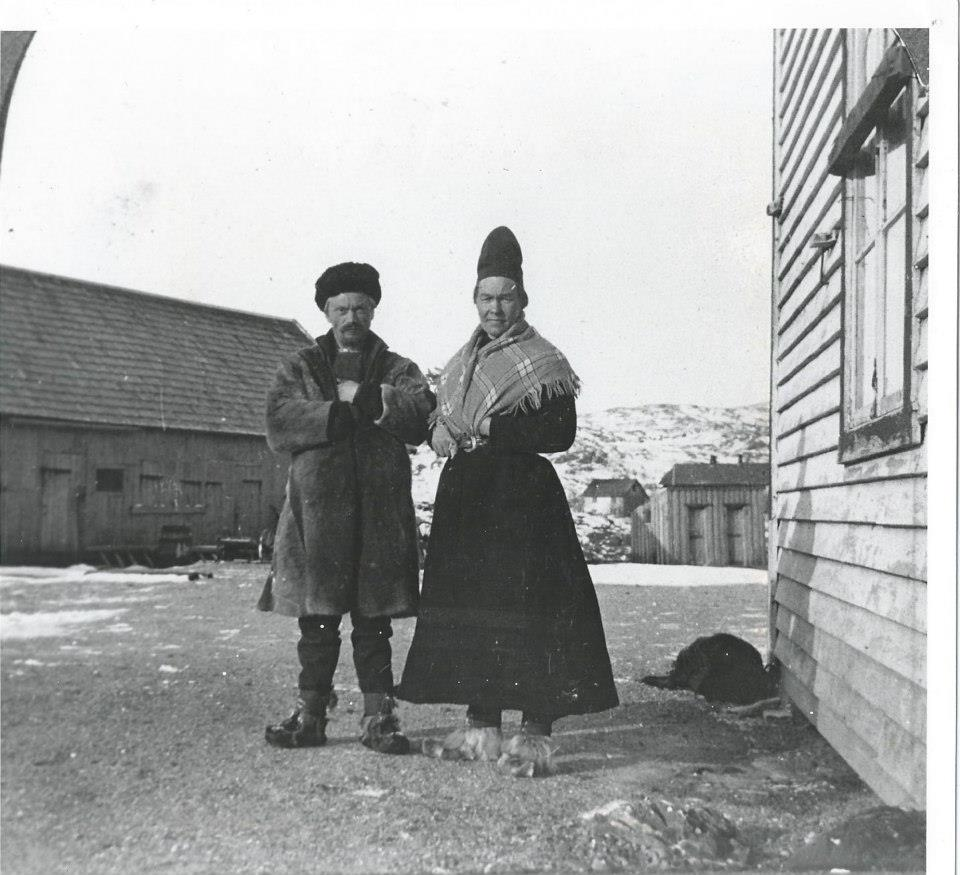
Nils Mathias Vesterfjell med fru Serine, omkring 1910

Det är troligt att trumman tillverkades av farfadern till den förste ägaren, renägaren Njaarke-Næjla. Om vintern höll han renflocken vid kusten i Bindalen eller vid Velfjorden. Vissa vintrar drog han norröver i Helgeland, eller östöver över gränsen till Sverige. Han gifte sig 1818 med änkan Marit Sarisdatter (omkring 1785–1844), som fick sex barn med Næjla. Efter Marits död gifte han sig med Elen Eliasdatter Steinfjelle (1823–1911) och fick sju barn med henne.
Efter Njaarke-Næjla gick trumman i arv till sonen Gammel-Nils (1825–1908), och efter honom till den yngre brodern Nils Mathias Vesterfjell (1857–1936). Denne bodde i Bindal, och blev den siste privata ägaren. År 1925 sålde han efter påtryckningar trumman till konservatorn Paul Egede Nissen vid Etnografisk Museum i Oslo. Nils Mathias Vesterfjell berättade då att trumman hade tillverkats av hans farfarsfar och att den inte varit i bruk på 20 år. Trumman hade under senare år varit bevarad i en bergshåla på Granbostadfjeldet i Bindalen». Vid museets förvärv var skinnet fortfarande prima, men träramen var i dåligt skick. 
Trumman bevarades på Etnografisk Museum fram till 1957/1958. Därefter överfördes den till Norsk Folkemuseum i Oslo, tillsammans med den övriga samiska samlingen. Avsikten med överföringen var att samisk kultur och historia skulle presenteras på lika sätt som det som gällde den andra befolkningen i Norge, icke i sammanhang med exotiska folkslag på Etnografisk Museum. Sedan 1990 har trumman ingått Folkemuseets samiska basutställning. På Norsk Folkemuseum presenterades trumman tillsammans med trumvisare från Jåmafjell i Røyrvik, vilka köpts från Sofie Jomafjeld (1883–1958) i Tinn i Telemark.

## Spådomsredskap

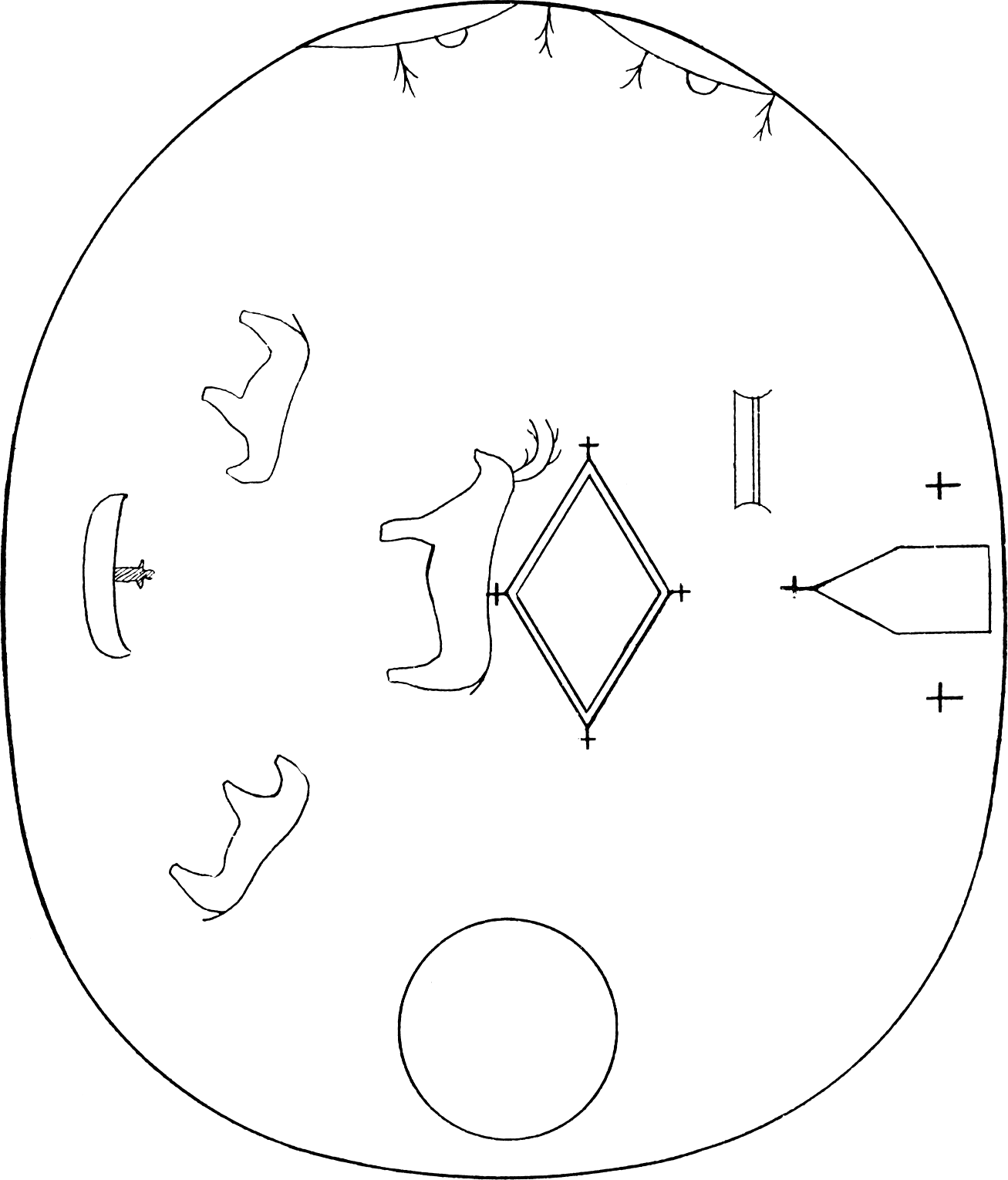
Motiven på trumskinnet så som Lars Olsen kom ihåg dem, 1885, nästan 50 år efter det att han sett den användas. Lars Olsen kom ihåg det centrala motivet, kyrkan, renarna, två vargar, fiskevattnet. den runda inhägnaden för att samla ihop renarna och åsarna överst, vilka representerar betesområdena.

Lars Olsen skickade 1885 ett brev till Just Qvigstad, i vilket han skildrade trumman och des användning. Qvigstad publicerade 1888 denna beskrivning på tyska. Han bilade också en avteckning. Skinnet var gjort av halsskinnet från en renkalv och var fastsytt i den översta kanten av ramen med sentråd. Nederst på ramen fästes prydnader av tyg, silver eller mässing , benbitar, klor och djurtänder. 
Då Lars Olsen var ung, hade trumman tre trumvisare: en ring och två tretaggade stjärnor. Spåtrumman förvarades i en säck av sämskskinn. Trumvisarna brukades tillsammans med trumman till spådomskonst.

## En världsbild

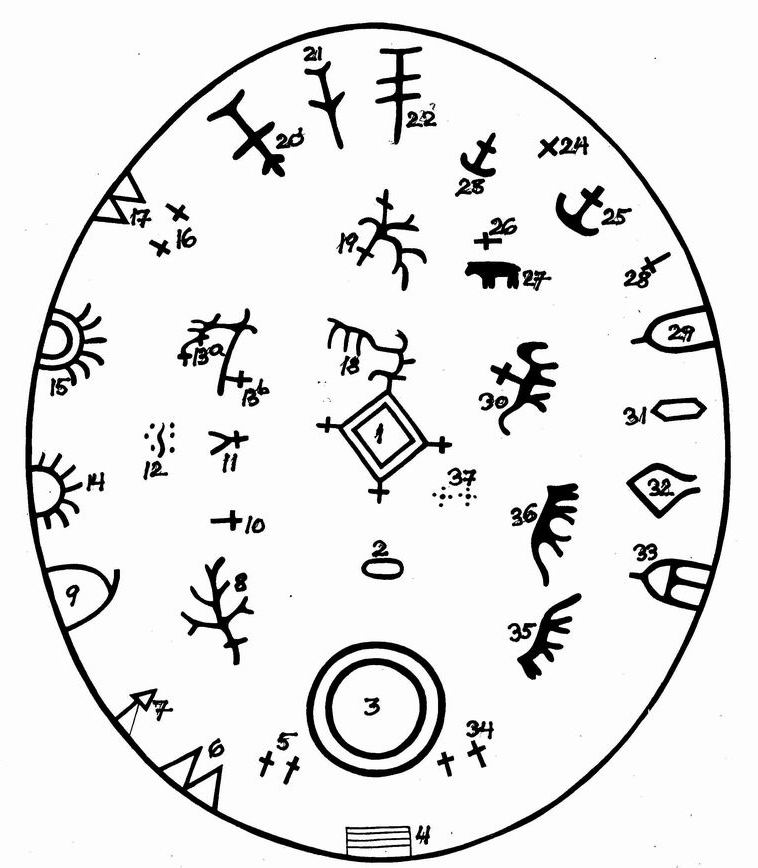
Skiss över motiven på Bindalstromma, nedtecknad av Nissen och rentecknad av Manker. Det centrala motivet uttyds som solen.

Trumman är av den sydsamiska typen, med ett centralmotiv som kan tolkas som solen eller himlavalvet, och med byggnader, djur och landskapselement runt omkring. Trummans figurer utgör en karta över trumägarens näringsstruktur och religiösa världsbild. 
Trummans bild har fyra sidor. Längs sydsidan visas det som har med samernas sommarliv på fjället att göra: kåtor, stabburer, renflocken och beteslandet. På nordsidan finns det som har med sjukdom, död och ondska att göra. 
Nils Nilsen Vesterfjell beskrev vad motiven betydde för Paul Egede Nissen:
1. centralmotivet, som är solen eller himlavalvet
2. guölie-jawre, fiskevatten
3. giettie, rengärdet och mjölkningsplatsen. Omkring rengärdet fyra korsformade människofigurer, som är husfadern (5) och renskötarna (34)
4. vuolemes viasso, det nedersta hemmet eller uppehållsplatsen
5. två renskötare
6. kåtan
7. förrådskammaren, stabburen
8. renflocken
9. graipies varie, branta och farliga fjäll på vägen till och från sommarbetet
10. gussie, en främmande som kommer på besök
11. figuren beskrevs som trollkarlen Vitschska, en farlig man som kunde skada folk med sina trolldomskonster
12. angivet att vara en slags fisk. Nissen pekar på att liknande fisk eller orm finns på andra trummor, där den uppgetts vara en «saivvo-guolle eller guarnes. Den kunde på sin herres befallning tillfoga hans fiender skada, och nåjden kunde på dess rygg fara ned till jabmi aibmo, eller de dödas rike.
13. allok, ren som man har förlorat på fjället, men som bara har varit borta en kortare tid och som man tror sig hitta igen. Den korsformade personen är "en som letar efter ren".
14. renbetesland
15. annat renbetesland
16. muppien olmuč, andra samer som vistas i samma fjäll
17. kåtor tillhörande andra samer som vistas i samma fjäll
18. vildren
19. krivie, andra samers renhjord som betar på samma fjäll
20. en av dakko gulma oivemes, de tre högsta gudomarna. Nils Vesterfjell uppgav att den ene hette Almien ačče, ett namn som Nissen ser i samband med Radien ačče, ett vanligare namn på den högste guden.
21. en av de tre högsta gudomarna
22. en av de tre högsta gudomarna
23. en båt en "bumann" (daro, icke-same)
24. en daro (icke-same)
25. en båt
26. en jägare
27. en björn
28. en jæmeke (död person)
29. en kyrka, som inte är bygdens kyrka
30. en djurfigur med ett kors på ryggen. Detta förklaras som Rijere ruttene, ett ont och farligt väsen som kunde plåga folk både med sjukdom (juotha) och med andra olyckor. Nissen menade att detta är "djävulen själv", eller "det onda väsendet Rota, Rutu eller Ruotta, som ju på nästan alla samiska trummor avtecknas till häst".
31. en likkista
32. en gravplats
33. bygdens kyrka
34. två renskötare
35. en varg, som vill skada renen
36. en varg, som inte gör skada
37. två prickade kors som "blev benämnt Gane-čurek, trollflugor eller ganflugor, vilka trollkarlen Vitschska använde när han ville skada någon".